# Шлоссберг, Макс
Макс Шлоссберг (нем. Max Schlossberg; 5 ноября 1873, Либау — 23 сентября 1936, Бетлехем) — американский трубач и музыкальный педагог латышско-еврейского происхождения. Шлоссберга считают одним из основоположников американской национальной школы игры на трубе.

## Биография
Макс Шлоссберг родился в еврейской семье в курляндской столице Либау. В девятилетнем возрасте он отправился учиться музыке в Москву. В 1885 по 1889 год занимался с трубачами Августом Марквартом и Францем Путткаммером. В 1889 году Макс Шлоссберг посетил Санкт-Петербург, где, предположительно, познакомился с Виктором Эвальдом и Вильгельмом Вурмом. В следующие несколько лет он продолжал обучение в Берлине под руководством Юлиуса Козлека, одновременно играя в различных оркестрах. В этот период Шлоссберг выступал в оркестрах под управлением Артура Никиша, Ханса Рихтера и Феликса Вайнгартнера. Затем он на некоторое время вернулся в Ригу, а в 1894—1895 впервые посетил США, навестив в Нью-Йорке своего отца, эмигрировавшего несколькими годами ранее, а в 1902 году и сам переехал в Америку. В 1910 году Шлоссберг стал солистом Нью-Йоркского филармонического оркестра, в 1912 получил американское гражданство. Вскоре после приезда в США он начал преподавать в Джульярдской школе. По воспоминаниям учеников, занятия проходили в квартире Шлоссберга на Уолтон-авеню в Бронксе. Среди учеников Макса Шлоссберга были многие впоследствии известные музыканты, ставшие солистами ведущих американских оркестров и университетскими профессорами. Кроме того, он — автор сборника упражнений и этюдов для трубы «Daily Drills and Technical Studies for Trumpet». Благодаря его плодотворной педагогической деятельности, Шлоссберга считают основателем американской национальной трубной школы.